# Harm Lagaay

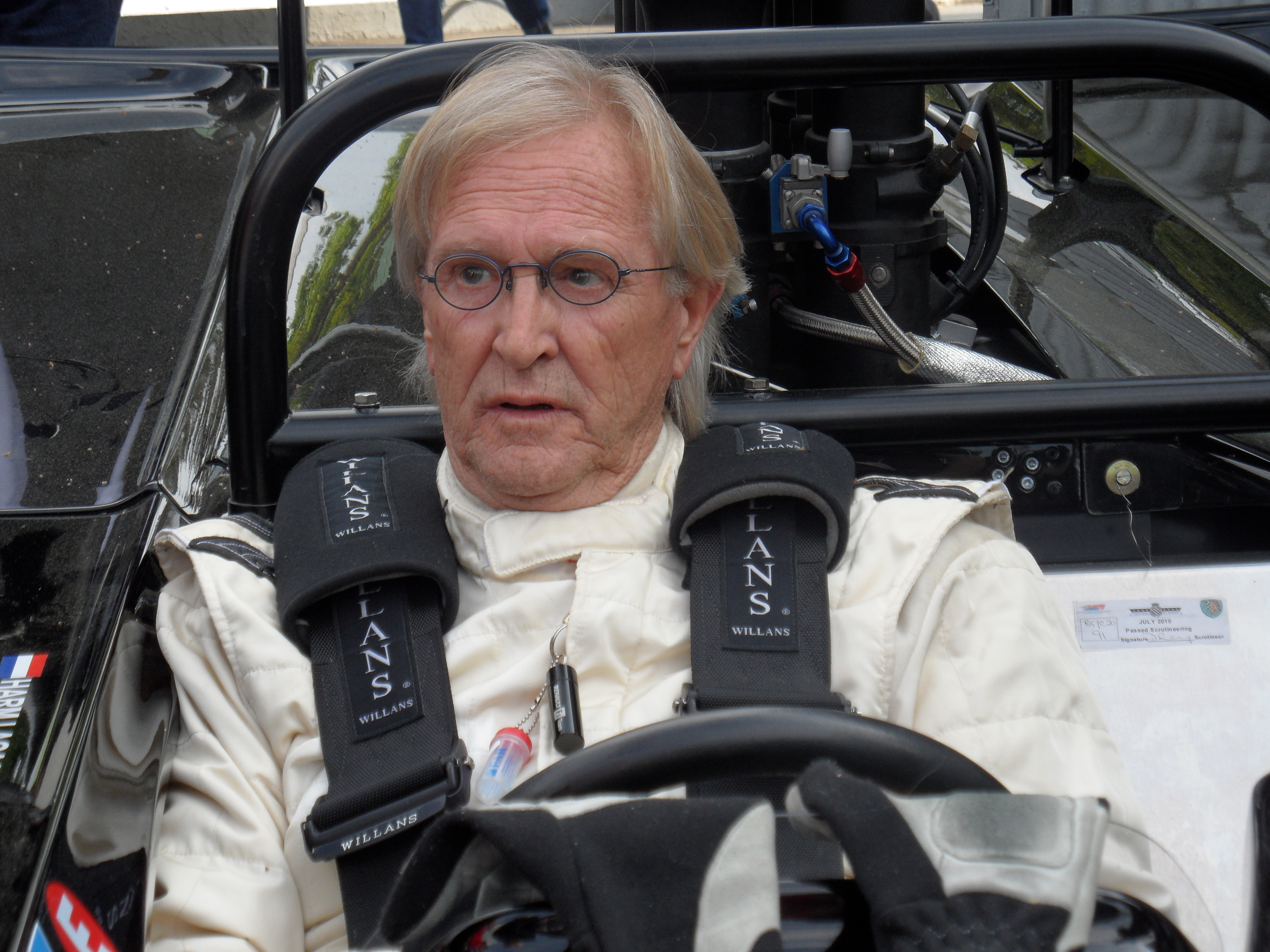
Harm Lagaay auf dem Nürburgring, 2011

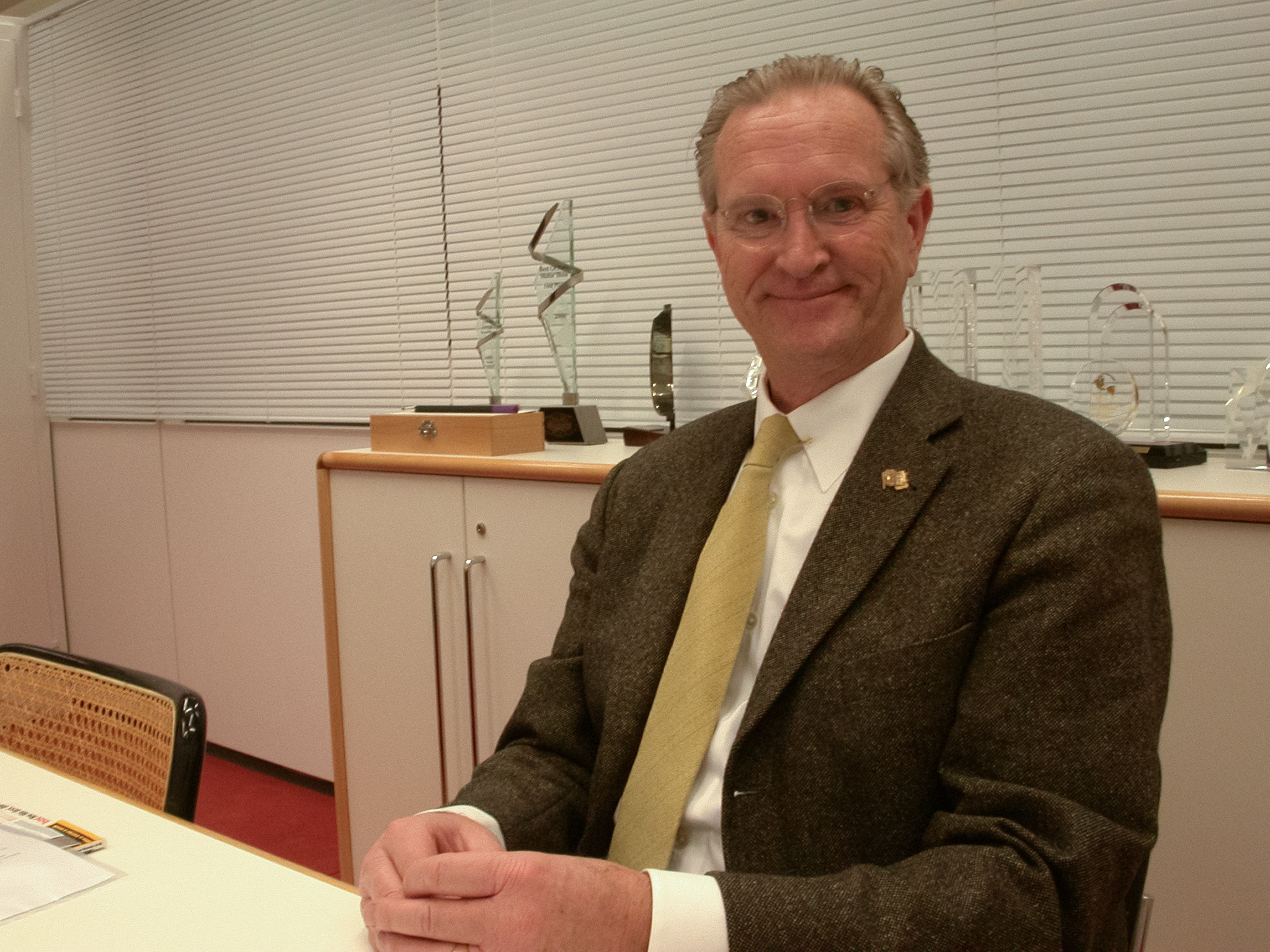
Harm Lagaay im Design-Zentrum von Porsche, 2004

Harm Lagaay (* 28. Dezember 1946 in Den Haag, Niederlande) ist Automobildesigner und hat im Laufe seiner beruflichen Karriere die Gestaltung vieler erfolgreicher Fahrzeuge beeinflusst.

## Leben
Harm Lagaays berufliche Laufbahn begann 1967 in Soest (Niederlande) bei der Firma Olyslager. 1968 wechselte er zum Automobilhersteller Simca. Ab 1971 arbeitete er in der Design-Abteilung von Porsche in Weissach und wirkte bei der Gestaltung der Modelle 911, 924 und 928 mit.
Nach sechs Jahren wurde er Leiter der Design-Abteilung bei Ford in Köln; dort trugen mehrere Modelle wie zum Beispiel Escort und Sierra seine Handschrift. 1985 wechselte er zur BMW Technik GmbH und wurde dort Chefdesigner. Eines der bekanntesten Projekte aus dieser Zeit ist der 1987 auf der IAA vorgestellte Roadster BMW Z1.
Von 1989 bis zu seinem Eintritt in den Ruhestand am 1. Juli 2004 war er Leiter der Porsche-Designabteilung in Weissach. Neben den Studien Panamericana und 989 wurden die Serienmodelle Boxster, Cayman, Carrera GT, Cayenne und 911 (Modellreihen 964, 993 und 996) von ihm stilistisch maßgeblich definiert. Der Typ 996 geriet in die Kritik: Lagaay übernahm die Frontpartie des Boxsters, und die Scheinwerfer wurden von Fans als „Spiegelei“ kritisiert. Mit einem Facelift behob Lagaay diesen Makel wieder. Seine letzte Arbeit war der Porsche 911 der Modellreihe 997, die von 2004 bis 2012 verkauft wurde.
Seit dem 1. November 2004 wird seine Tätigkeit von Michael Mauer, der zuvor Chefdesigner bei Saab war, weitergeführt.

### Lagaays Designphilosophie

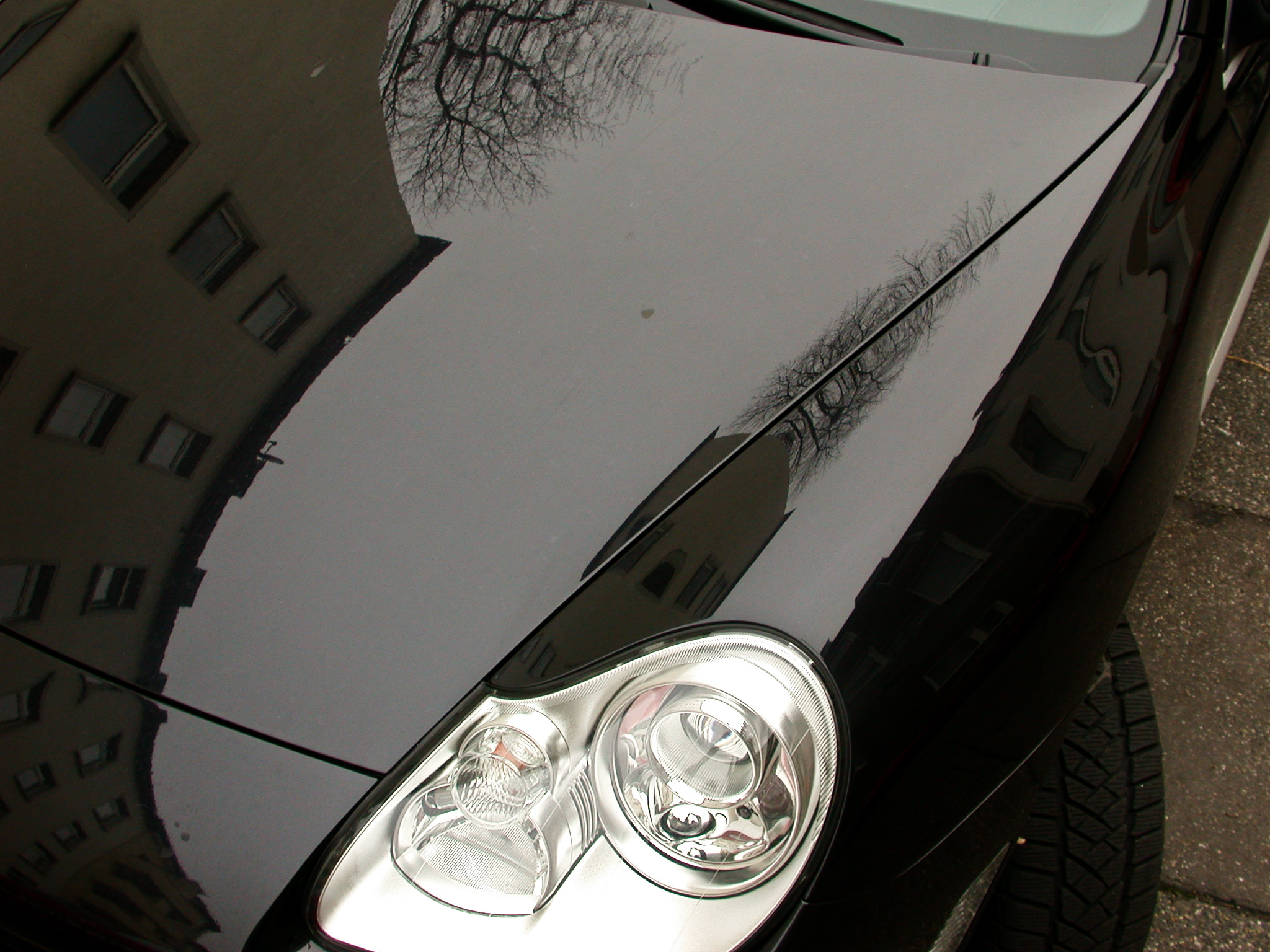
Zu Lagaays letzten Designs gehört die S-Kurve am Porsche Cayenne, 2004

In einem Interview diskutierte Harm Lagaay die abgebildete Kurve als Teil seiner Designphilosophie so:

„Wir nennen diese S-Kurve einen ‚S-Schlag‘. Er hat verschiedene Funktionen. Er überbrückt. Er betont etwas, was wir beim Porsche 996 mit der gesamten Form ausdrücken wollen, und das ist ein sehr starkes Konvex-Konkav-Spiel. Der S-Schlag besteht aus einem konvexen Teil, der in einen konkaven übergeht. Er läuft vom Windlauf her zunächst konvex ausmodelliert über das Tal, überquert das Tal und geht in das Konkave über. Das Faszinierende daran ist, wenn man diese Linie einmal festgelegt hat, wo sie sich durch diesen Berg und dieses Tal durchschlängelt, dass sie dann tatsächlich läuft! Dieses S ist überhaupt nicht symmetrisch. Das S macht, bevor es auf die Kante zum Windlauf trifft, im letzten Moment einen kleinen Bogen.

Die aus dem Computerdesign bekannte NURBS-Kurve ist emotional nicht fassbar, während jede Linie an einem Auto eine subjektive Geschichte ist. Eine Kugel, ein Zylinder und ein Konus sind objektiv beurteilbare, also nicht vom Geschmack abhängige Grundformen. Man kann nicht sagen: Mir gefällt die Kugel oder der Zylinder nicht. Sobald Sie aber anfangen, geometrische Formen so ineinander fließen zu lassen, entstehen gewisse subjektive Empfindungen. Sie können dann auf einmal sagen: Mir gefällt es gar nicht, wie diese Formen hier ineinander laufen.“